# Los buitres cavarán tu fosa
Los buitres cavarán tu fosa es una película española de 1971, escrita y dirigida por Juan Bosch y protagonizada por Craig Hill, Fernando Sancho y Dominique Boschero. La banda sonora fue compuesta por Bruno Nicolai.

## Argumento
La compañía Wells & Fargo organiza un cuerpo de policía para perseguir a los salteadores de sus diligencias. Entre los que se alistan figuran Pancho Corrales, excazador de recompensas a quien sólo le interesa el dinero, y Jeff Sullivan, que abandonó su cargo de 'sheriff' para vengar el asesinato de su esposa a manos de Glenn Kowacks, uno de los salteadores a quienes están buscando.

## Reparto
- Craig Hill como Jeff Sullivan.
- Fernando Sancho como Pancho Corrales.
- Maria Pia Conte como Susan.
- Frank Braña como Glenn Kovac.
- Dominique Boschero como Myra.
- Raf Baldassarre como Sheriff of Silver Town.
- Joaquín Díaz como Ted Salomon.
- Carlos Ronda como Sheriff of Lost Valley.
- Antonio Molino Rojo como El Rojo.
- Juan Torres como Manuel.
- Indio González como Corrales' Man.
- Ivano Staccioli como Donovan.
- Ángel Aranda como Dan Barker.
- José Antonio Amor como Jerry.
- Raúl Aparici como Emisario.
- Manuel Bronchud como Mexicano.
- Fernando de Miragaya como García.
- Loredana Montiel como Rosita.
- Ricardo Moyán como Dawson.
- Isidro Novellas como Capitán del campo de trabajo.